# Jan Valtin

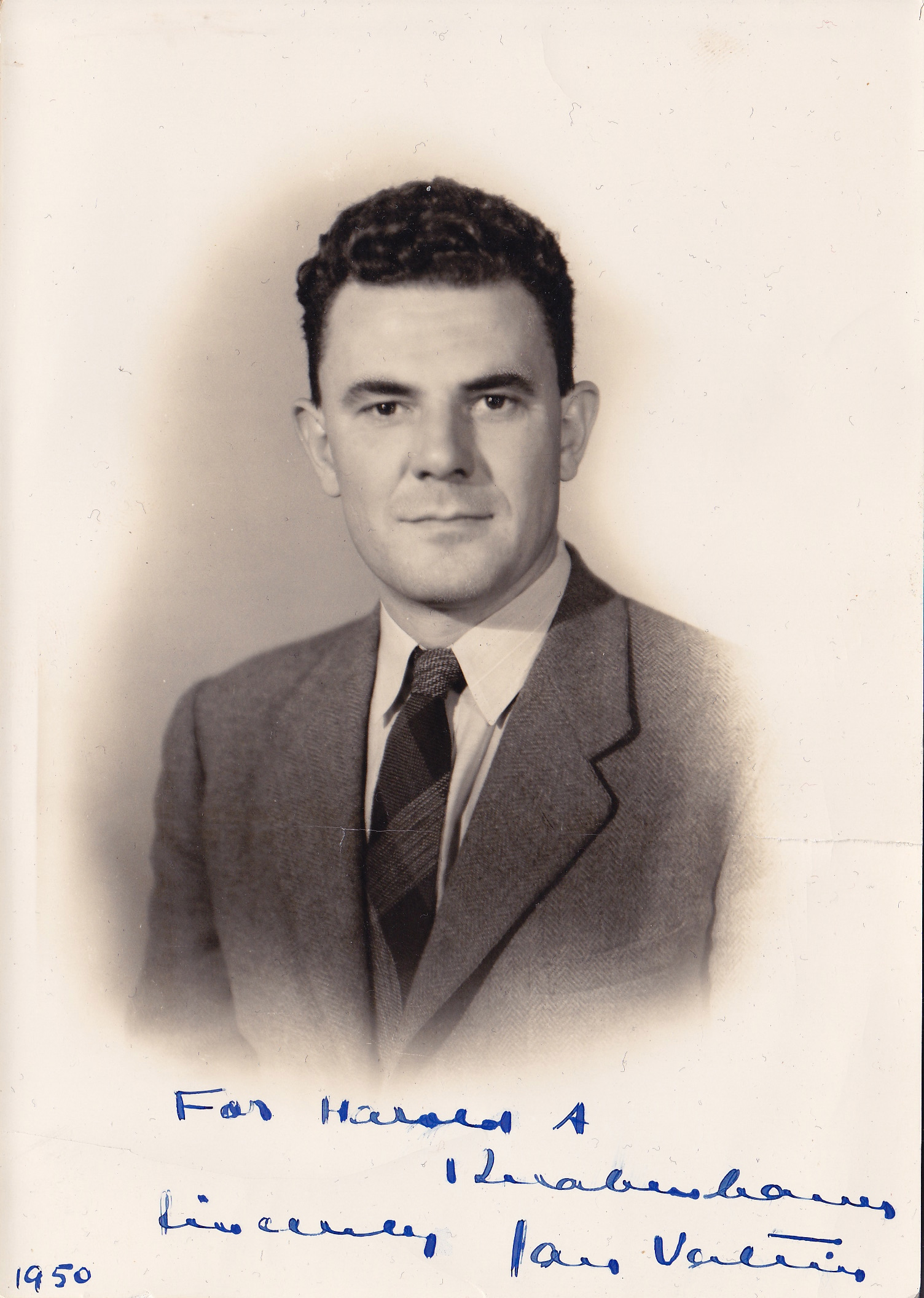
Jan Valtin (Aufnahme von 1950)

Jan Valtin, eigentlich Richard Krebs, vollständig Richard Herrmann Julius Krebs (* 17. Dezember 1905 bei Mainz; † 1. Januar 1951 in Betterton, Kent County (Maryland), Maryland, USA) war ein deutscher Kommunist, Agent für die Komintern und später die Gestapo und Schriftsteller. Inwieweit er sich lediglich als Doppelagent von der Gestapo anwerben ließ ist umstritten. Seit 1947 besaß er auch die US-Staatsbürgerschaft.

## Leben bis 1933
Der Sohn eines Kapitäns zur See in hoher Funktion beim Norddeutschen Lloyd und einer schwedischen Mutter wurde als Richard Hermann Julius Krebs geboren. Krebs wuchs in Hongkong, Genua und Bremen auf. Nach dem Tod des Vaters verließ er das Realgymnasium und verdingte sich als Schiffsjunge auf einem Segelschiff.
1923 trat Krebs in die KPD ein und beteiligte sich im selben Jahr aktiv am Hamburger Aufstand, der von der Komintern unterstützt und nach einem Tag niedergeschlagen worden war. Krebs wurde danach Agent für den Kurier- und Geheimdienst der Komintern OMS im Bereich internationale Seefahrt. 1925 und 1926 absolvierte er eine entsprechende Schulung in Leningrad. Als Seemann war er von besonderem internationalen Nutzen. 1926 erhielt er nach einem misslungenen Anschlag auf einen Ladenbesitzer in San Francisco eine zehnjährige Haftstrafe, die er im San Quentin State Prison absitzen musste. In seinen Memoiren schildert Krebs später, dass er den Anschlag im Auftrag der Komintern ausgeführt hätte. In der Forschung wird teilweise davon ausgegangen, dass es sich dabei um eine Schutzbehauptung handelt und es sich eigentlich um einen missglückten Überfall des hungernden Seemann gehandelt habe. Während seiner Inhaftierung bildete er sich weiter und belegte an einer Fernuniversität Kurse über Journalismus und mehrere Sprachen. Als er vorzeitig 1929 entlassen wurde, war Stalin vollends an der Macht. Krebs meldete sich als Agent zurück. Er wurde dem Stützpunkt Hamburg der International of Seamen and Harbour Workers (ISH) zugewiesen.

## Leben nach 1933
Nach der Machtergreifung Hitlers schickte ihn die Komintern als Agent nach Deutschland. Er wurde bald von der Gestapo in Hamburg verhaftet. Bei Verhören im Stadthaus, dem Hauptquartier der Gestapo in Hamburg, und Aufenthalten im KZ Fuhlsbüttel wurde Krebs schwer gefoltert. Im „Rote Marine-Prozess“ unter Staatsanwalt Heinrich Jauch, der mit neun Todesurteilen endete, wurde er im Mai 1934 zu der relativ geringen Strafe von zwei Jahren und drei Monaten Gefängnis verurteilt. In der gleichen Zeit war seine Frau Hermine, die auch in der ISH tätig war, aus Kopenhagen nach Deutschland zurückgekommen. Sie war aus der KPD ausgetreten, wurde jedoch von einem Spitzel namens Hermann Beilich denunziert, der von der Gestapo in die ISH eingeschleust worden war, und im Herbst 1934 verhaftet. Nach einem Prozess vor dem Oberlandesgericht Hamburg wurde sie am 10. Oktober 1935 zu zwei Jahren Gefängnis verurteilt, wobei ihr das Gericht abnahm, dass sie dem Kommunismus abgeschworen habe. Daher wurde sie schon nach einem Jahr freigelassen.
Nachdem Krebs sich bereit erklärt hatte als Spitzel für die Gestapo zu arbeiten, wurde er entlassen, blieb aber unter Aufsicht der Gestapo. Diese schickte ihn 1937 nach Dänemark, um die dortige ISH-Zentrale auszuspionieren. Umstritten ist, inwieweit Krebs sich im Auftrag der Komintern nur zum Schein von der Gestapo anwerben ließ, wie er später in seinen Memoiren behauptete. In Kopenhagen kam es zum Bruch mit der Komintern, laut Krebs, da die Kominterfunktionäre zu wenig unternahmen, um seiner Frau und seinem Sohn die Emigration zu ermöglichen. Der Historiker Dieter Nelles vermutet hingegen aufgrund der Berichte anderer Zeitzeugen, dass Krebs sich als Gestapo-Agent offenbart hatte. Er sei daraufhin aus der Partei ausgeschlossen und aufgefordert worden, in die Sowjetunion zu gehen. Dem habe sich Krebs entzogen. In der Folgezeit wurde Krebs von Kominter-Funktionären, unter ihnen vor allem Ernst Wollweber, weltweit in internationalen Seeleutegewerkschaften mit Steckbriefen als Gestapoagent ausgeschrieben.

## Leben im Exil
1938 erreichte Krebs auf abenteuerlichen Wegen die USA. Dort erreichte ihn 1938 die Nachricht vom Tode seiner Frau, die am 15. November 1938 an Leukämie in einem Krankenhaus gestorben war.
1940 veröffentlichte er in den USA unter dem Namen Jan Valtin den teilweise autobiographischen Roman Out of the Night, ein großer Erfolg, der in viele Sprachen übersetzt wurde. In diesem Buch rechnete er mit dem Stalinismus ab und stellt seine Tätigkeit für die Gestapo als einen Auftrag der Komintern dar. Die Einnahmen ermöglichten Krebs, ein auskömmliches Leben in den USA zu führen.
Mitte 1941 kommt es nach den Erinnerungen des damals im Exil lebenden deutschen Diplomaten Wolfgang Gans zu Putlitz zu einem Treffen mit Valtin und dessen mutmaßlichem Ko-Autor Isaac Don Levine in dessen Haus in Connecticut, in dem es um ein Buch im Stil von Weg aus der Hölle, mit Details über von Putlitz geheimdienstliche Tätigkeit für den britischen Secret Service, gehen sollte, das aber nicht zustande kam, weil Levine es nur auf „eine zusammenphantasierte Sensationsgeschichte“ abgesehen hatte.
Im Dezember 1941 meldete er sich bei der US-Armee, um als Soldat am Krieg gegen Deutschland teilzunehmen. Wegen der noch jungen Allianz gegen Hitler war die Mitarbeit eines aktiven Gegners der Sowjetunion jedoch wenig gefragt. Im November 1942 wurde er zudem durch den vermutlich kommunistischen, ebenfalls in der ISH tätigen und in den USA im Exil befindlichen Erich Krewet als vermeintlicher Gestapoagent denunziert. Daraufhin wurde Krebs im Dezember 1942 verhaftet und erst Ende Mai 1943 nach Feststellung seiner Unschuld in einem Prozess entlassen.
Im August 1943 wurde Krebs als Infanterist eingezogen und ab Februar 1944 auf den Philippinen im Kampf gegen die Japaner im Pazifikkrieg eingesetzt. 1947 erhielt er die US-Staatsbürgerschaft. Er überstand eine Untersuchung durch das Komitee für unamerikanische Umtriebe und überlebte einen Anschlag, den er der GPU zuschrieb.
Krebs kehrte 1948 nach Westdeutschland zurück, verließ es jedoch bald wieder Richtung USA, da seiner Meinung nach zu viele reuelose alte Nationalsozialisten ungehindert ihre Karrieren im neuen Staat fortsetzen konnten.
Krebs betätigte sich nach dem Krieg als Schriftsteller. Dabei war er chronisch krank – die Folgen der Gestapo-Folter verursachten häufig Schmerzattacken, er hatte sich eine unheilbare Virusinfektion in den philippinischen Schützengräben zugezogen und litt an einer schlimmen Kriegsdepression. Richard Krebs starb 1951 im Alter von 45 Jahren in Betterton, Maryland. So erlebte er nicht mehr die Veröffentlichung seines Romans in Westdeutschland, die 1957 erfolgte.

## Schriften
- Out of the Night. Alliance Book Corporation, New York 1941. Das Buch wurde in viele Sprachen übersetzt. Auf Deutsch als Tagebuch der Hölle s. u.
- Tagebuch der Hölle. Aus dem amerikanischen Englisch von Werner Krauss. Kiepenheuer & Witsch, Köln 1957, Greno 1986. Neuauflage: bahoe books, Wien 2016, ISBN 978-3-903022-25-6.
- Bend in the river. New York 1942.
- Children of yesterday. New York 1946.
- Castle in the sand. New York 1947.
- Wintertime. New York 1950.